# Dimitrie Daniil Philippide

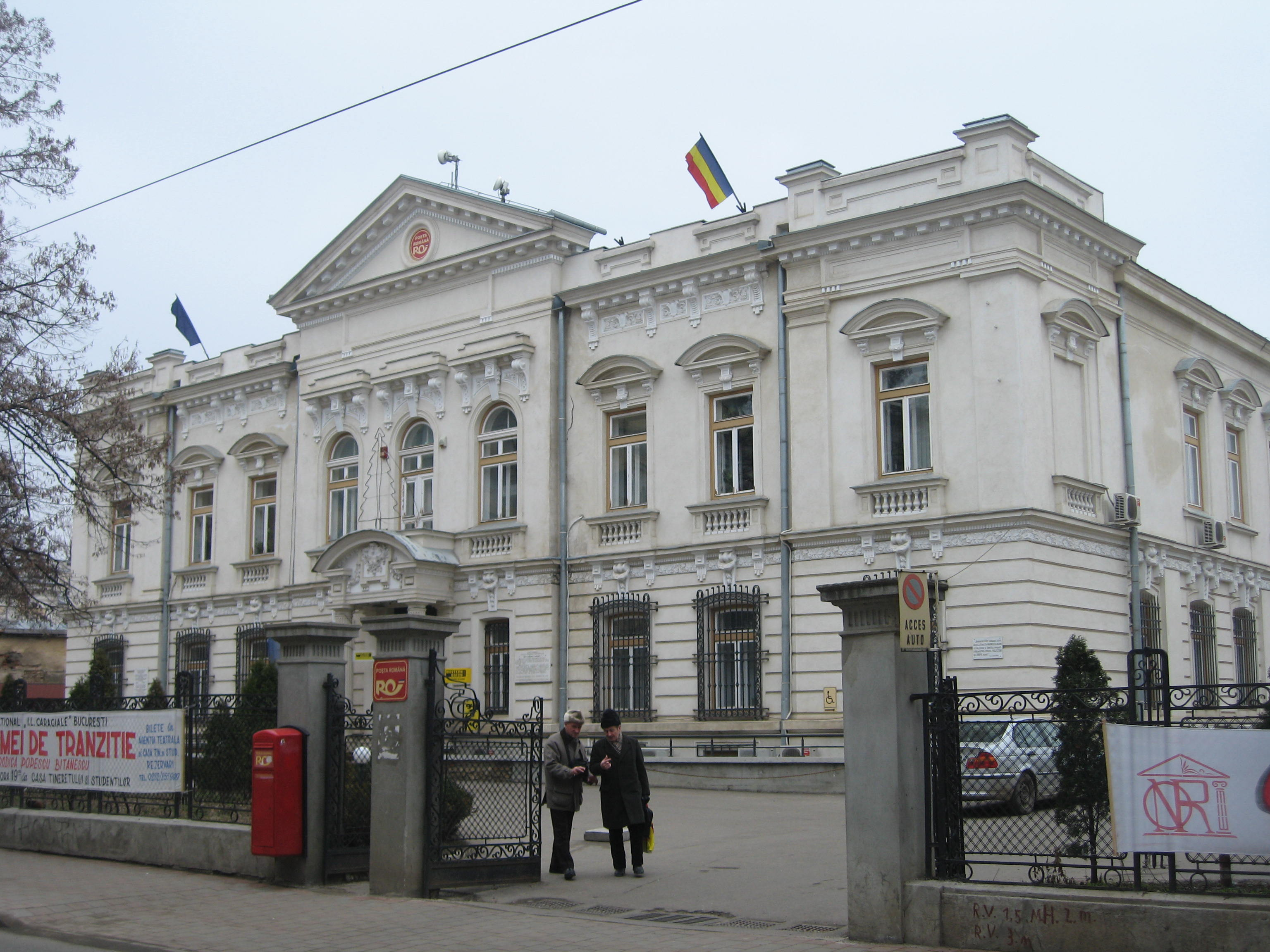
Casa Balş-Sturza din Iaşi, clădire monument istoric, în care a locuit între anii 1796-1803 cărturarul grec Dimitrie Philippide.
Pe faţada casei, Comunitatea Elenă din Iaşi a amplasat în martie 2004 o placă memorială.

Dimitrie Daniil Philippide (în greacă Δανιήλ Φιλιππίδης) (n. c. 1770, Milies, Grecia - d. 1832) a fost un călugăr, erudit, istoric și om de litere grec, devenit profesor la Academia Domnească din București.
A călătorit în Europa apuseană, locuind în Italia si Franța (1790) unde a studiat științele exacte. În anul 1791 a publicat la Viena, împreună cu Grigore Constanda,  lucrarea Geografia nouă culeasă din diferiți scriitori, sub pseudonimul Daniil Ieromonahul și Grigore Ierodiaconul. Lucrarea, tratând despre Turcia europeană, Italia, Spania, Portugalia și Franța. Cartea era dedicată prințului Grigori Potemkin, care se afla în momentul acela cu armatele rusești în Țările Române.
Ulterior realizează diferite călătorii (Italia, Franța, Germania, Olanda, Elveția), inclusiv șederi îndelungate în Moldova, Țara Românească și Ardeal. Între anii 1796-1803 a locuit în Casa Balș-Sturza din Iași, astăzi sediu al Poștei. În semn de aducere aminte, în martie 2004 Comunitatea Elenă din Iași a amplasat o placă memorială pe fațada casei.

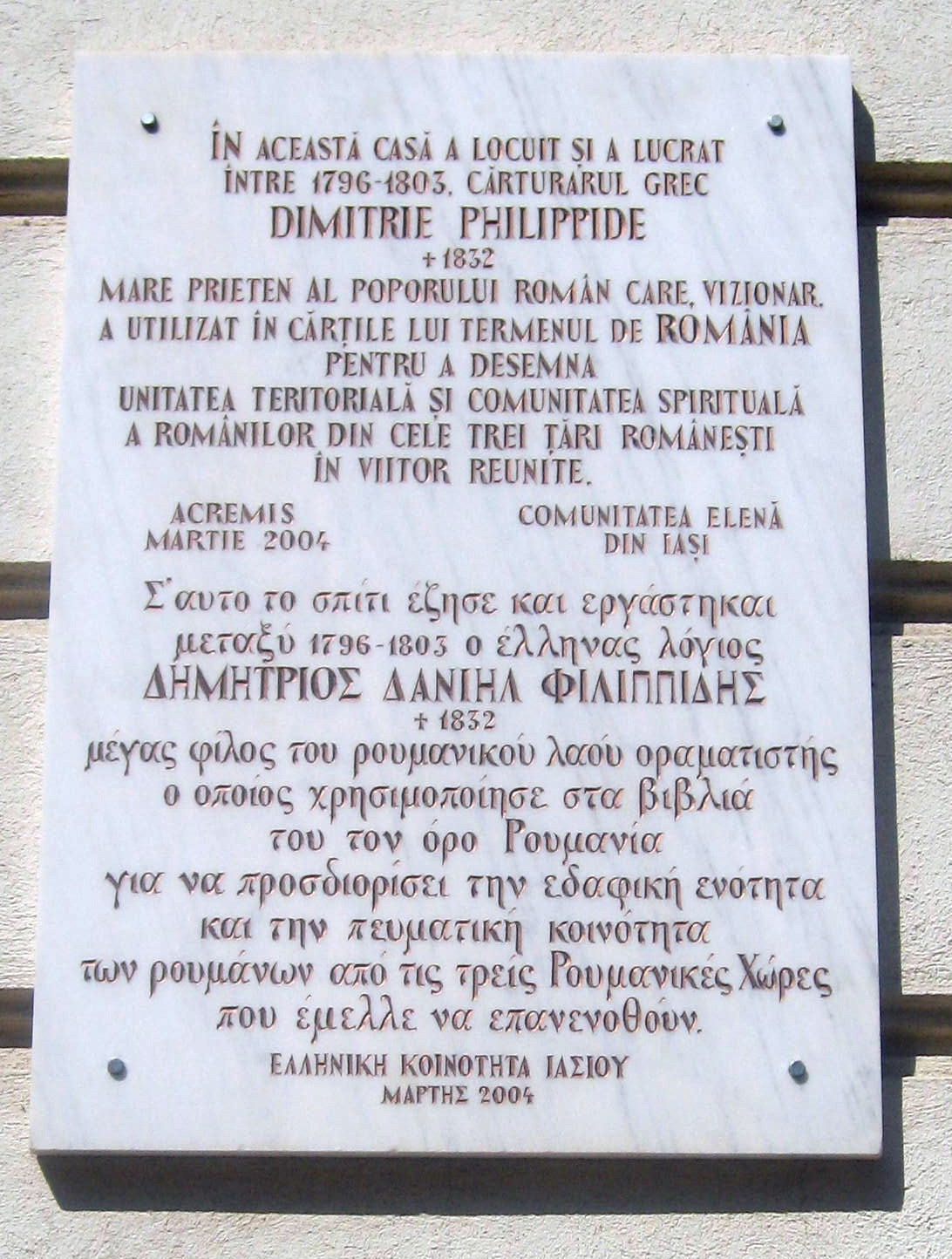
Placă memorială amplasată în 2004 pe fațada Casei Balș-Sturza din Iași.

După 1800 își reia singur vechile preocupări și publică o Istorie a României  și o Geografie a României (Γεωγραφικόν της Ρουμουνίας, Geographikon tes Roumounias), amândouă publicate în limba greacă la Leipzig în 1816, formând partea I și a II-a a primului volum dintr-o lucrare concepută pe un plan mai larg.
Titlul complet al celei dintâi este: Istoria României sau expunerea celor mai însemnate întâmplări amintite în stânga Istrului de jos, de la năvălirea egiptenilor până la așezarea conducătorilor români în Țara Românească și în Moldova, acum alcătuită întâi și tipărită la Lipsca Saxoniei, în litografia lui Tauchnitz. Tomul I, partea I-a.
Cealaltă parte se intitulează Geografia României ca mijloc pentru o mai bună și mai deplină înțelegere a istoriei ei, acum etc. (tomul I, partea II-a.), lucrare însoțită și de trei hărți dintre care una privește toate țările române, peste care stă scris „Rumunia”.

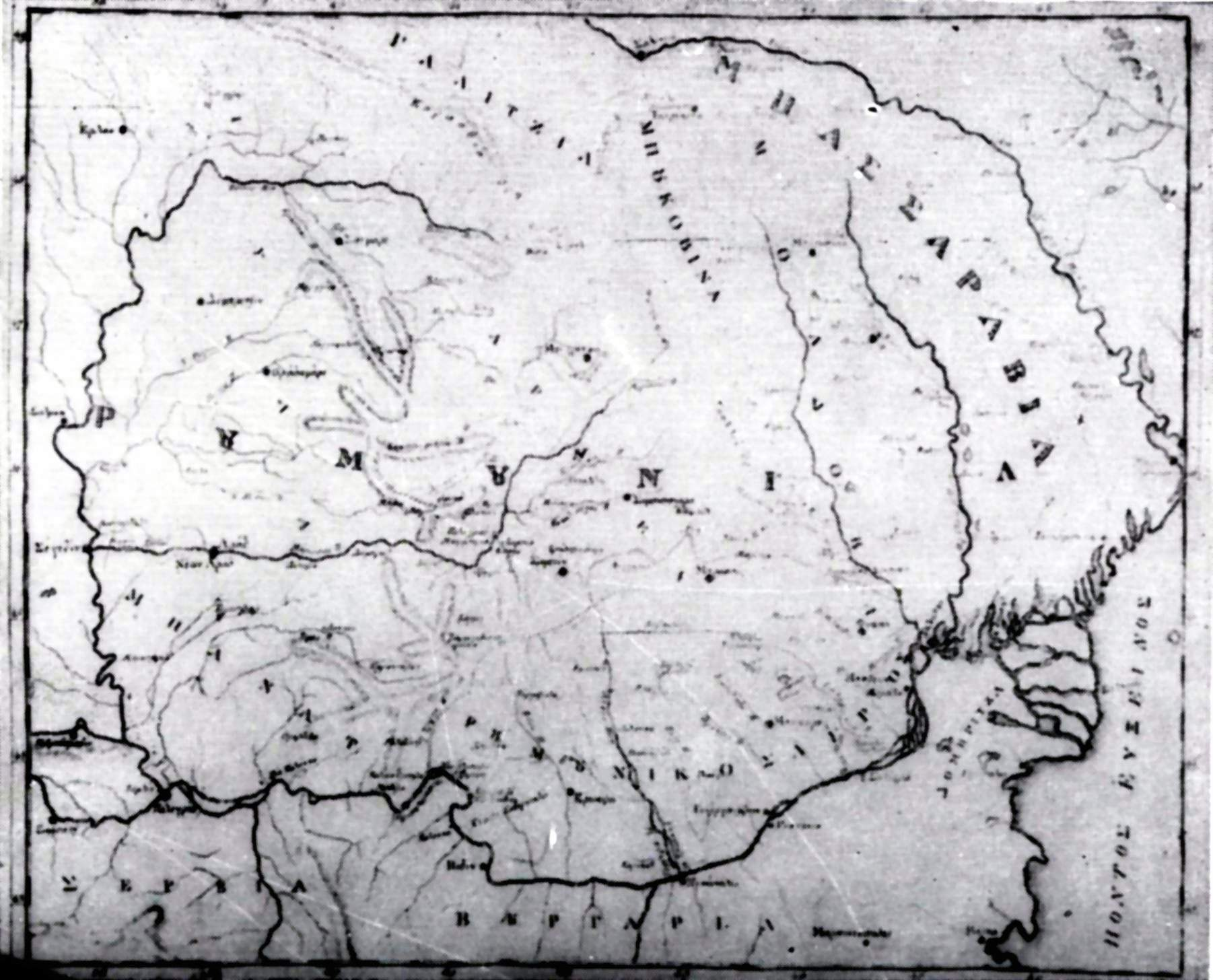
Prima hartă a României

Philippide delimitează teritoriul național al românilor atât în textul descrierii, cât și în hărți. Este cel dintâi care, într-o lucrare științifică, dă și încetățenește numele de România „pentru locul întâi pe care-l țin românii, atât prin vechimea, cât și prin numărul lor” (Istoria României).
Principalele titluri apărute în lucrarea geografică sunt: "Poziția României. Observații asupra calității climei și ale solului. Diviziunea României: Moldova, Țara Românească, Ardealul. Comparație între Ardeal și Elveția. Mineralele. Animalele domestice. Arborii. Animalele sălbatice. Apele. Peștii. Subdiviziunile României în disticte. Districtul Moldovei. Districtele agrului românesc Țara Românească. Locuri ocupate de turci. Districtul Banatului. Districtele Ardealului ..."